# ماهابو
ماهابو (به لاتین: Mahabo) یک منطقهٔ مسکونی در ماداگاسکار است که در منابه واقع شده‌است. ماهابو ۱۲٬۹۱۶ کیلومتر مربع مساحت و ۳۵٬۵۳۲ نفر جمعیت دارد و ۱۲۳ متر بالاتر از سطح دریا واقع شده‌است.